# Sentier de grande randonnée 210
Ne doit pas être confondu avec le GR 210 en Espagne

## Présentation
Le sentier de grande randonnée 210 (GR 210), relie Dieppe, au bord de la Manche, à Rouen dans le département de Seine-Maritime.

Le parcours peut être parcouru en trois à quatre jours et fait découvrir les paysages et le patrimoine du pays de Caux. Il est appelé Sur les traces du Chasse-Marée pour évoquer le souvenir des convois qui acheminaient les produits de la mer jusqu'à Rouen.

Comme tous les GR, il est entretenu par des bénévoles appelés baliseurs et rattaché à la Fédération Française de Randonnée Pédestre.
Sur le GR 210, la signalétique GR rouge et blanche est accompagnée de la signalétique jacquaire (coquille européenne) car le chemin de Compostelle permettant de relier Dieppe à Chartres emprunte le même parcours.

## Itinéraire
Le GR 210 débute dans le port de Dieppe, quai Henri IV, à proximité du rivage de la Manche et sur le passage du parcours des GR 21 et sentier européen E9. Il traverse d'abord tout le centre ancien de la ville avant de s'engager vers le sud.
Il monte sur le plateau surplombant Dieppe, passe devant le cimetière militaire canadien et redescend dans la vallée de la Scie. Il fait un crochet par Offranville puis continue sa course vers le sud en traversant tous les villages de la vallée de la Scie. À Longueville-sur-Scie, il passe au pied du château Gauthier Giffard (xIe siècle). À Auffay, bourg le plus important de la nouvelle commune de Val-de-Scie), il passe devant la collégiale Notre-Dame. À cet endroit, un sentier de petite randonnée balisé permet de faire un crochet vers le château et jardin botanique de Bosmelet.
Après Vassonville, le GR 210 monte sur des coteaux et se retrouve sur les plateaux du pays de Caux. Il traverse Saint-Victor-l'Abbaye, Étaimpuis, puis croise l'autoroute des estuaires. Il traverse la côte d'Ormesnil et le bois du mont Landrin du nord au sud avant de traverser la vallée de la Clérette et le bourg de Clères. Par un plateau sans relief, il passe devant le colombier (monument historique) du château du Fossé, sur la commune de Mont-Cauvaire. Le GR bifurque alors vers le sud-est pour descendre dans la vallée de la Clérette, dont il suit le cours jusqu'à Montville. Il se dirige ensuite vers Houppeville par la vallée du bois de Saint-Amand.[réf. nécessaire]
Après Houppeville, le GR 210 traverse la Forêt Verte, forêt domaniale de 1397 hectares composée de belles futaies de hêtres et également de chênes. De nombreux chemins et sentiers permettent d'allonger le parcours tout en visitant le massif forestier.
À partir de Notre-Dame-de-Bondeville, le GR traverse les zones urbaines de l'agglomération de Rouen mais aussi la forêt du Bois-l'archevêque, sur les coteaux de la commune de Mont-Saint-Aignan. Après le Mont-Riboudet, une table d'orientation permet d'admirer la ville de Rouen. Après le Mont-aux-malades, le sentier pénètre dans Rouen. Le parcours du GR 210 s'achève dans la vieille ville de la capitale normande, place du Vieux-Marché.[réf. nécessaire]

## Localités traversées
| - Dieppe - Saint-Aubin-sur-Scie - Manéhouville - Anneville-sur-Scie - Crosville-sur-Scie - Dénestanville - Longueville-sur-Scie - Saint-Crespin - Notre-Dame-du-Parc - Auffay - Saint-Denis-sur-Scie |  | - Vassonville - Saint-Maclou-de-Folleville - Saint-Victor-l'Abbaye - Étaimpuis - Clères - Mont-Cauvaire - Montville - Houppeville - Notre-Dame-de-Bondeville - Mont-Saint-Aignan - Rouen |

## Galerie

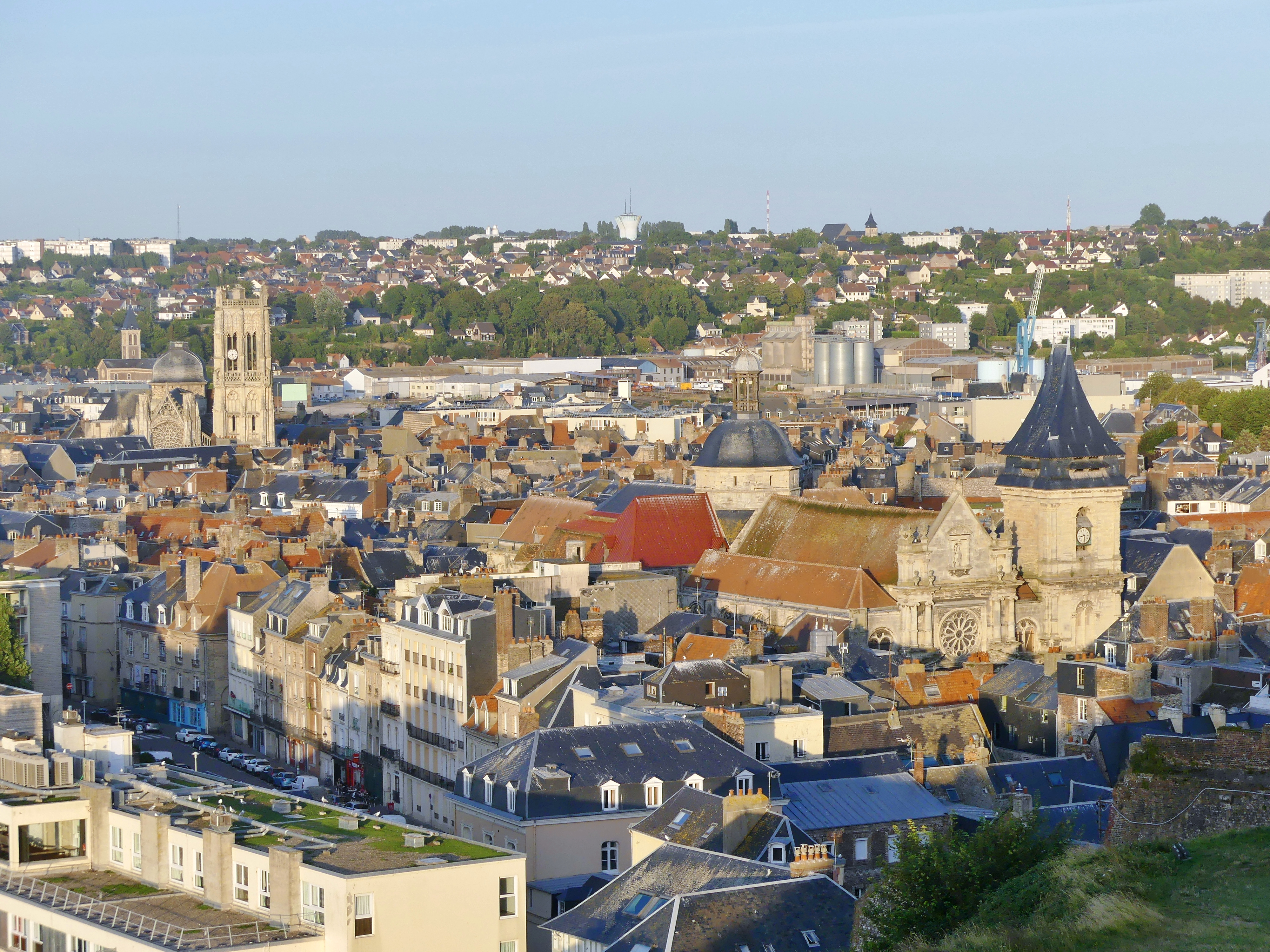
Dieppe : centre historique, église Saint-Rémy
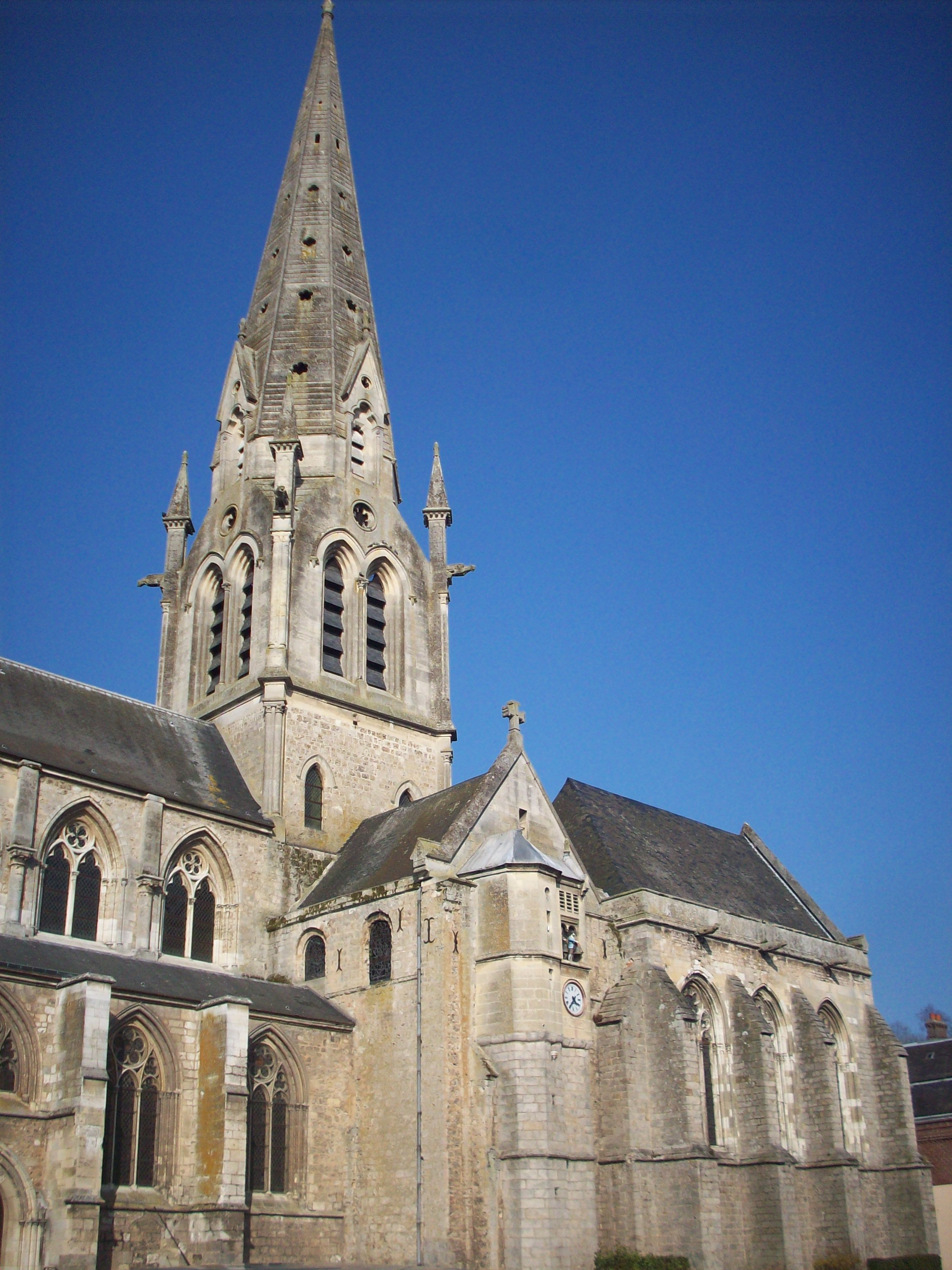
La collégiale d'Auffay